# Mary, Did You Know?
 (juillet 2024).
La mise en forme du texte ne suit pas les recommandations de Wikipédia : il faut le « wikifier ».
Les points d'amélioration suivants sont les cas les plus fréquents :
- Les titres sont pré-formatés par le logiciel. Ils ne sont ni en capitales, ni en gras.
- Le texte ne doit pas être écrit en capitales (les noms de famille non plus), ni en gras, ni en italique, ni en « petit »…
- Le gras n'est utilisé que pour surligner le titre de l'article dans l'introduction, une seule fois.
- L'italique est rarement utilisé : mots en langue étrangère, titres d'œuvres, noms de bateaux, etc.
- Les citations ne sont pas en italique mais en corps de texte normal. Elles sont entourées par des guillemets français : « et ».
- Les listes à puces sont à éviter, des paragraphes rédigés étant largement préférés. Les tableaux sont à réserver à la présentation de données structurées (résultats, etc.).
- Les appels de note de bas de page (petits chiffres en exposant, introduits par l'outil «  Source ») sont à placer entre la fin de phrase et le point final[comme ça].
- Les liens internes (vers d'autres articles de Wikipédia) sont à choisir avec parcimonie. Créez des liens vers des articles approfondissant le sujet. Les termes génériques sans rapport avec le sujet sont à éviter, ainsi que les répétitions de liens vers un même terme.
- Les liens externes sont à placer uniquement dans une section « Liens externes », à la fin de l'article. Ces liens sont à choisir avec parcimonie suivant les règles définies. Si un lien sert de source à l'article, son insertion dans le texte est à faire par les notes de bas de page.
- La présentation des références doit suivre les conventions bibliographiques. Il est recommandé d'utiliser les modèles {{Ouvrage}}, {{Chapitre}}, {{Article}}, {{Lien web}} et/ou {{Bibliographie}}. Le mode d'édition visuel peut mettre en forme automatiquement les références.
- Insérer une infobox (cadre d'informations à droite) n'est pas obligatoire pour parachever la mise en page.

Pour une aide détaillée, merci de consulter Aide:Wikification.
Si vous pensez que ces points ont été résolus, vous pouvez retirer ce bandeau et améliorer la mise en forme d'un autre article.
Mary, Did You Know? est un chant de Noël s'adressant à Marie, la mère de Jésus, dont les paroles furent écrites par Mark Lowry en 1984, et la musique fût composée par Buddy Greene en 1991. À l'origine, le chant avait été enregistré par l'artiste chrétien Michael English sur son premier album solo éponyme en 1991. En ce temps-là, English et Lowry étaient les membres du Gaither Vocal Band, et Greene était parti en tournée avec eux. Le chant atteignit la sixième place du Adult Contemporary Chart de CCM Magazine. En 1993, le deuxième chanteur (et première artiste laïque) à enregistrer le chant fût la chanteuse de country Kathy Mattea sur son album Good News, qui remporta le Grammy Award du meilleur album country ou bluegrass gospel. Lowry enregistra la chanson de nombreuses fois lui-même, plus particulièrement avec le Gaither Vocal Band sur leur album de Noël, Still the Greatest Story Ever Told, en 1998.
Par la suite, le chant est devenu un classique de Noël, enregistré par des centaines d'artistes au fil des années, dans des genres multiples. Plusieurs enregistrements ont atteint le top dix dans différents classements du Billboard. Le chant encourage la contemplation de la relation entre Marie et son fils, bien que certains commentateurs religieux ont critiqué les paroles.

## Musique et paroles
À l'origine, Mary, Did You Know? était sorti en Mi♭ mineur, avec un tempo de 53 battements par minute en 4/4 mètre, basé autour d'une suite d'accords de Mi♭m-Ré♭-La♭m7-Si♭7sus4-Si♭7. Les paroles évoluent en une série de questions que Lowry écrivit pour un programme de Noël à son église :
« J'essayais juste de mettre des mots sur le mystérieux. J'ai commencé à penser à des questions que je lui poserais si j'étais assis avec un café devant Marie, "Savais-tu ?" "Ne savais-tu pas ?" ».
Aucune réponse n'est donnée à ces questions dans la chanson. Au lieu de cela, les paroles invitent poétiquement l'auditeur à contempler entre Marie et son nouveau-né divin, même si sa foi et sa conscience ne comprenaient pas encore de ce qui allait apparaître.
Le texte fût loué en raison de l'amour de Dieu que reflète la chanson, aussi bien que critiqué en raison de l'ambiguïté décelée ou un manque de profondeur théologique,,. Le théologien baptiste Michael Frost suggéra qu'il s'agissait de "la chanson de Noël la plus sexiste jamais écrite... Elle la traite comme une enfant innocente... Pouvais-vous imaginer une chanson demandant à Abraham 17 fois s'il savait qu'il deviendrait le père d'une grande nation ?" Robert McTeigue, ainsi que Michelle Arnold, tous deux des commentateurs catholiques, se sont interrogés à propos d'un verset particulier du texte ("Cet enfant que tu as enfanté, bientôt te délivrerait") qui pourrait confondre ou défier la croyance que Marie elle-même a été conçue sans péché,,. D'autre part, l'auteur catholique Karl Erickson implore les individus à louer Marie, Did You Know? comme une "jolie expression de l'amour de Dieu pour nous tous" et répondit à la critique de l'œuvre, déclarant que "Marie, Did You Know est une chanson et non pas un essai théologique. Même en tant que simple musique de Noël, cependant, elle transmet la beauté et le mystère profond de l'Incarnation. Oui, il y a une certaine liberté poétique dans les paroles, mais beaucoup moins que dans les innombrables autres chansons que l'on nous demande de chanter régulièrement-Sing a New Church, par exemple." Le pasteur luthérien Timothy Koch affirme que la critique de la chanson est injustifiée parce que Mary, Did You Know? est simplement une poésie employant des questions rhétoriques et qu'il s'agit "en fait de communiquer au chanteur et à l'auditeur les vérités à propos de Jésus", comprenant les doctrines du salut, de l'Homoousia, et du Théotokos.
En 2017, la théologienne basée à Toronto Jennifer Henry écrivit de nouvelles paroles s'adressant aux critiques et faisant écho aux mots de Marie dans la Bible (Magnificat). Ces nouvelles paroles ont commencé à se répandre dans les cadres religieux,,,.

## Reprises

### Kenny Rogers et Wynonna Judd (1996)
Singles de Kenny Rogers
I'll Be There for You
(1992) The Greatest
(1999)
Un duo, enregistré par Wynonna Judd et Kenny Rogers sur l'album de Rogers The Gift, fût classé à la 55e place du classement Hot Country Songs de Billboard en 1997.
| Classement (1997)             | Classement (1997)             | Position la plus haute | Position la plus haute |
| ----------------------------- | ----------------------------- | ---------------------- | ---------------------- |
| Hot Country Songs (Billboard) | Hot Country Songs (Billboard) | 55                     | 55                     |

### Clay Aiken (2004)
Singles de Clay Aiken
Have Yourself a Merry Little Christmas
(2005) Without You
(2006)
Mary, Did You Know? est le cinquième single de l'album de Noël de Clay Aiken Merry Christmas with Love. Aiken interpréta la chanson lors du Tyra Banks Show.
| Classement (2005)               | Classement (2005)               | Position la plus haute |
| ------------------------------- | ------------------------------- | ---------------------- |
| Adult Contemporary (Billboard)  | Adult Contemporary (Billboard)  | 35                     |
| Hot Christian Songs (Billboard) | Hot Christian Songs (Billboard) | 32                     |

### CeeLo Green (2012)
Mary, Did You Know? est la onzième piste de l'album de Noël Cee Lo's Magic Moment. Le 15 décembre 2012, la chanson apparaît dans le classement US R&B Songs à la 22e place et atteignit la 9e place trois semaines plus tard. Cette version est la plus lente de toutes. Une version remixée est ajoutée au générique de fin du film Son of God, sorti en 2014.
| Classement (2013)                 | Classement (2013)                 | Position la plus haute | Position la plus haute |
| --------------------------------- | --------------------------------- | ---------------------- | ---------------------- |
| Hot R&B Songs (Billboard)         | Hot R&B Songs (Billboard)         | 9                      | 9                      |
| Hot R&B/Hip-Hop Songs (Billboard) | Hot R&B/Hip-Hop Songs (Billboard) | 35                     | 35                     |

### Pentatonix (2014)
Mary, Did You Know? est la sixième piste du deuxième album de Noël de Pentatonix That's Christmas to Me. La chanson a démarré à la 26e place du classement hebdomadaire Billboard Hot 100 de la semaine se terminant le 6 décembre 2014.
| Classement (2014-2022)         | Position la plus haute |
| ------------------------------ | ---------------------- |
| Autriche (Ö3 Austria Top 40)   | 47                     |
| Canada (Canadian Hot 100)      | 44                     |
| Global 200 (Billboard)         | 180                    |
| Hongrie (Mahasz)               | 39                     |
| Billboard Hot 100              | 26                     |
| Adult Contemporary (Billboard) | 20                     |
| Christian Airplay (Billboard)  | 23                     |
| Holiday 100 (Billboard)        | 1                      |

### Jordan Smith (2015)
En 2015, Jordan Smith interpréta la chanson lors de la finale de la neuvième saison de The Voice. Cette version atteignit la 24e place du classement Hot 100 (Billboard) ainsi que la 2e  position du classement Holiday 100 (Billboard) dans la semaine finissant le 2 janvier 2016.

### Zara Larsson (2017)
En 2017, la reprise de Zara Larsson fût intégrée à la bande originale du film L'Étoile de Noël, sorti le 27 octobre 2017. La reprise a atteint la 55e position dans les classements suédois pendant les vacances, en 2018, réapparaissant pendant une semaine en 2019 à la 87e place.

### Carrie Underwood (2020)
En 2020, Carrie Underwood fit inclure la chanson en tant que huitième piste de son premier album de Noël, My Gift. La version d'Underwood se classa à la 31e place du Hot Christian Songs (Billboard). Underwood interpréta le chant lors du Kelly Clarkson Show.

### Dolly Parton (2020)
Singles de Dolly Parton
When Life Is Good Again
(2020) I Saw Mommy Kissing Santa Claus
(2020)
En 2020, Dolly Parton reprit la chanson sur son album A Holly Dolly Christmas. Elle parut en tant que premier single de l'album, le 21 août 2020. Parton interpréta la chanson pour la première fois lors d'un événement en direct sur Amazon Music le 13 novembre 2020. Elle interpréta également la chanson pendant la cérémonie annuelle de NBC, lors de l'illumination du Sapin de Noël du Rockefeller Center le 2 décembre, ainsi que sur CBS le 6 décembre, lors d'une émission spéciale qui lui était consacrée A Holly Dolly Christmas. La version de Parton atteignit la 49e place du Hot Christian Songs (Billboard), ainsi que la 19e place du Christian Digital Song Sales (Billboard).
| Classement (2020)               | Classement (2020)               | Position la plus haute | Position la plus haute |
| ------------------------------- | ------------------------------- | ---------------------- | ---------------------- |
| Hot Christian Songs (Billboard) | Hot Christian Songs (Billboard) | 49                     | 49                     |

### Maverick City Music (2022)
Singles de Maverick City Music
Fear Is Not My Future
(2022)
La version de Maverick City Music de Mary, Did You Know? a impacté la radio chrétienne aux États-Unis le 25 novembre 2022, devenant le premier single de l'album. Maverick City Music dévoila la version radio de "Mary, Did You Know?" le 2 décembre 2022.
| Classement (2022)                        | Position la plus haute |
| ---------------------------------------- | ---------------------- |
| Hot Christian Songs (Billboard)          | 19                     |
| Christian Airplay (Billboard)            | 15                     |
| Christian adult contemporary (Billboard) | 8                      |
| Gospel Songs (Billboard)                 | 7                      |

## Marie, savais-tu?
Pistes de Naissance
Jésus parmi nous
(1) Noël
(3)
Marie, savais-tu ? est la version française de la chanson de Mark Lowry et de Buddy Greene. Cette version est interprétée par le groupe de pop louange Be Witness et est la deuxième piste de leur EP Naissance, sorti le 25 novembre 2022.